# لين برودريك
لين برودريك هو لاعب هوكي الجليد كندي، ولد في 11 أكتوبر 1938 في تورونتو في كندا.

## وصلات خارجية
- لين برودريك على موقع دوري الهوكي الوطني (الإنجليزية)
- لين برودريك على موقع قاعة مشاهير الهوكي (لاعب أن.إتش.أل) (الإنجليزية)
- لين برودريك على موقع EliteProspects.com (الإنجليزية)
- لين برودريك على موقع HockeyDB.com (الإنجليزية)
- لين برودريك على موقع Hockey-Reference.com (الإنجليزية)